# گوشتوو
گوشتوو (به آلمانی: Gustow) یک شهر در آلمان است که در فرپومرن-روگن واقع شده‌است. گوشتوو ۶۵۴ نفر جمعیت دارد.